# Zygoballus remotus
Zygoballus remotus là một loài nhện trong họ Salticidae.
Loài này thuộc chi Zygoballus. Zygoballus remotus được Elizabeth Maria Gifford Peckham & George William Peckham miêu tả năm 1896.

## Hình ảnh

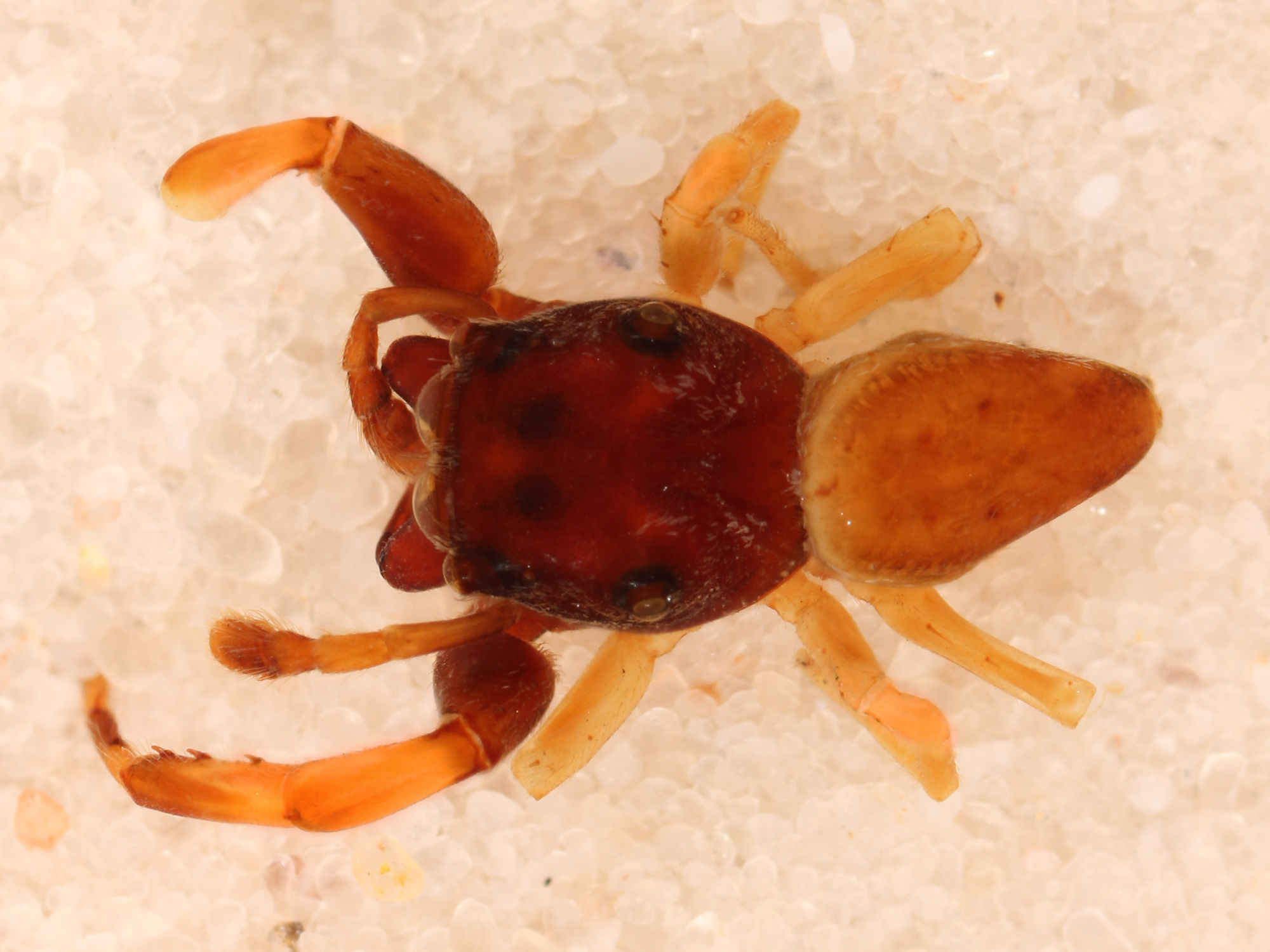
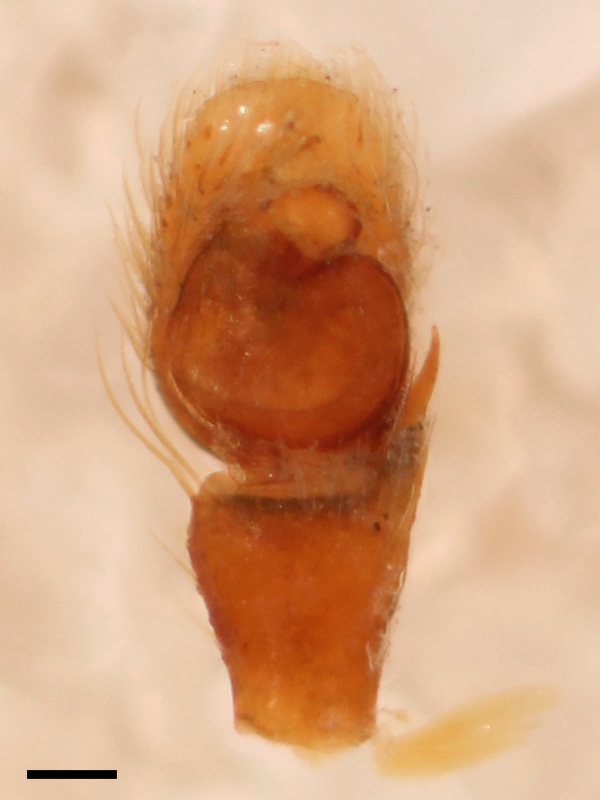
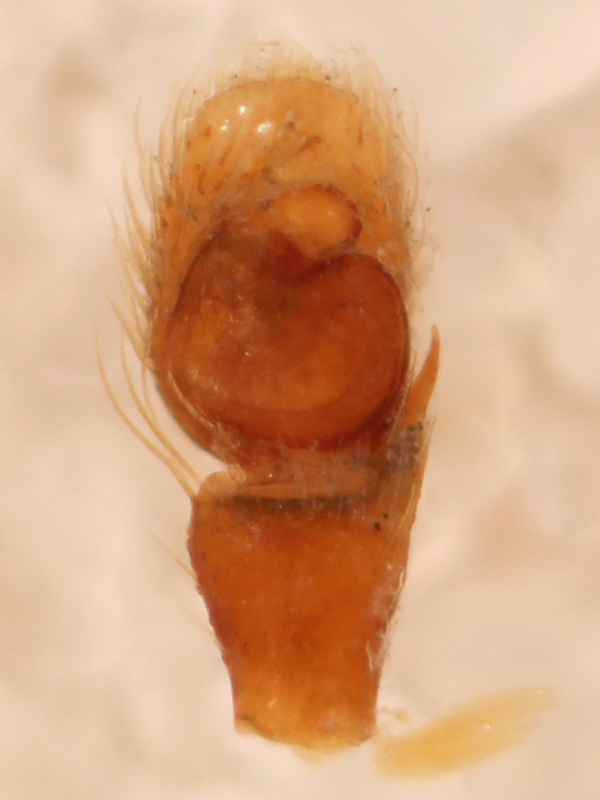
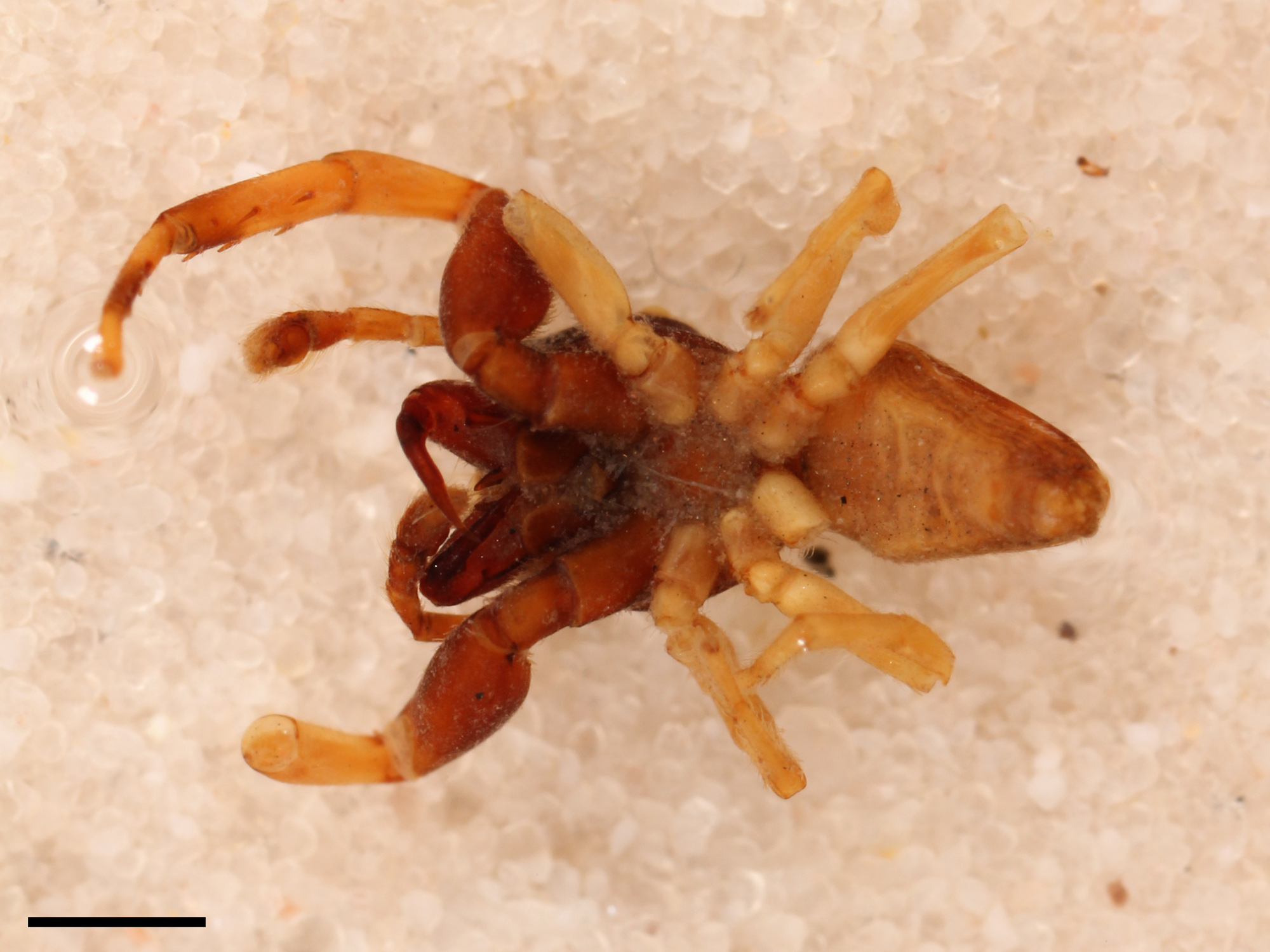